# 다하우 강제 수용소

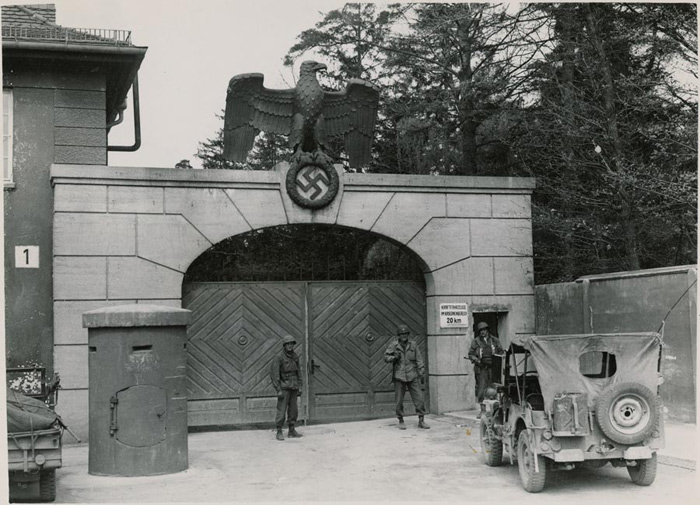
해방 직후 정문

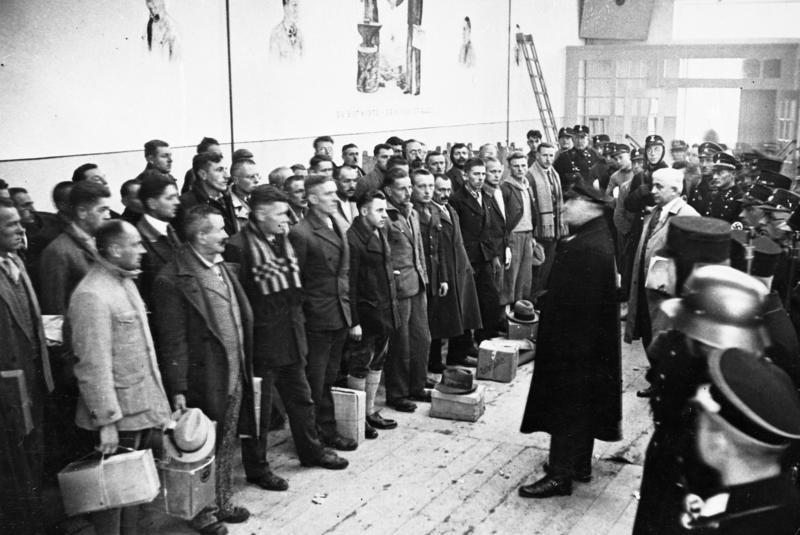
캠프 지휘관은 1933년 크리스마스 즈음에 사면 조치의 일환으로 석방을 앞둔 죄수들에게 연설을 한다.

다하우 강제 수용소(독일어: Konzentrationslager (KZ) Dachau)는 나치 독일의 강제 수용소로서 독일에 최초로 개설된 곳이다. 이 수용소는 남부 독일의 뮌헨 북서쪽 약 16킬로미터(10마일) 떨어진 다하우라는 중세풍 마을 근처 버려진 군수품 공장의 대지에 세워졌다.
1933년 3월 22일에 개설된 다하우 강제 수용소는 우파 정당들인 가톨릭 중앙당과 나치당 간의 연립 정권(1933년 7월 6일에 해산되었다)에 의해 최초로 세워진 정식 수용소였다. 뮌헨 지역 경찰청장 하인리히 힘러는 공식적으로 수용소를 "정치범 수용을 위한 최초의 강제 수용소"라고 설명했다.
다하우 강제 수용소는 뒤이은 다른 강제 수용소들의 원형(prototype)이 되었다. 수용소 운영 조직의 기본 및 수용소 형태 뿐만 아니라 수용소 건축 계획까지 테오도어 아이케(Theodor Eicke)가 개발했으며, 이 사항들은 모든 후대 수용소에도 적용되었다. 아이케는 수용소 경비본부 근처에 분리된 보안 기지를 설치했는데, 이곳은 거주 구역, 관리 시설, 경비대 기지로 구성했다. 아이케 자신은 그가 만든 모델을 다른 수용소에 적용하는 책임을 맡아 모든 강제 수용소를 총괄 감독하게 되었다.
총계 30개국 이상 20만 명의 죄수들이 다하우에 수감되었다. 그중 1/3 이상은 유대인이었다. 질병, 영양실조, 자살 등 사유로 다하우 강제 수용소에서 25,613명, 보조수용소에서도 거의 1만 명 이상이 죽은 것으로 믿어지고 있다. 1945년 초, 티푸스 전염병이 수용소에 만연했으며, 몸이 약한 수많은 죄수가 죽었다.
더욱 큰 수용소인 아우슈비츠 강제 수용소와 함께, 다하우 강제 수용소는 많은 사람들에게 나치 강제 수용소의 상징이 되었다. 다하우 강제 수용소는 영국 또는 미국 군대에 의해 2번째로 해방되어 서방 세계가 나치즘의 잔인성을 뉴스영화나 언론인의 직접 취재를 통한 보도로 알게 된 최초 장소들 중 하나가 되었기 때문에 대중들에게 중요한 장소로 자리 잡고 있다.

## 조직

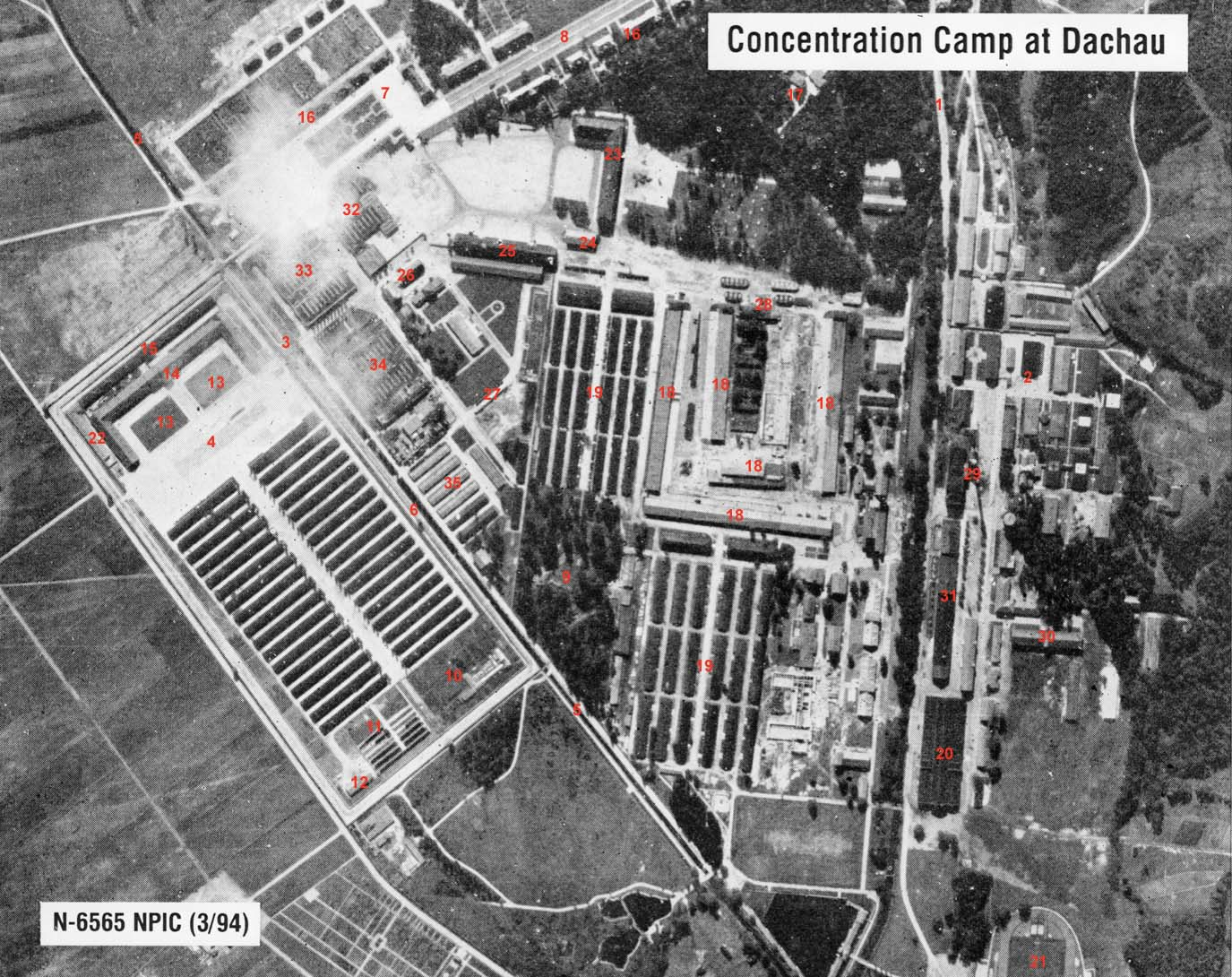
수용소 항공 촬영 사진

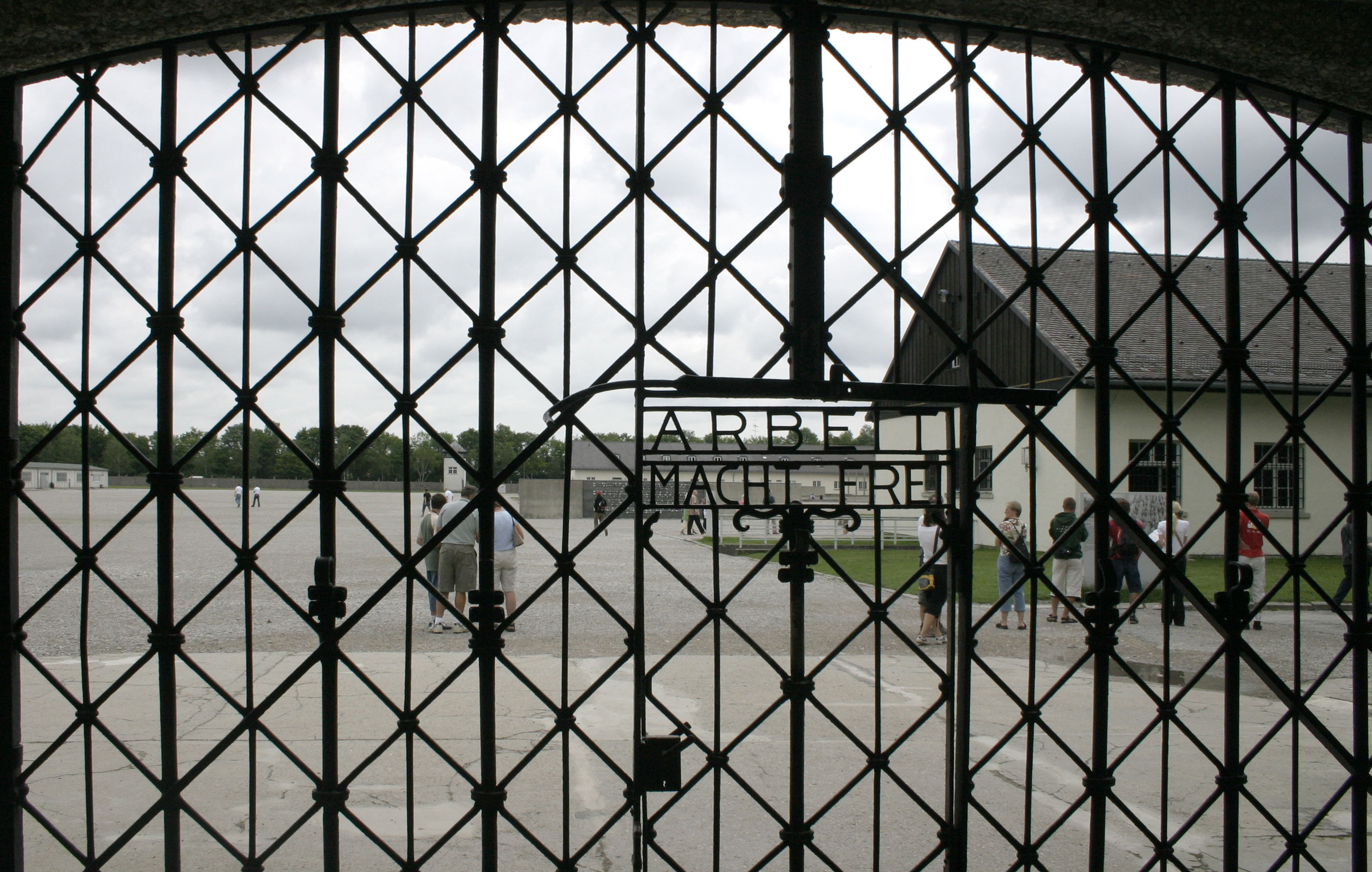
"노동이 자유롭게 하리라", 모든 죄수들이 이 글귀가 쓰인 문을 지나 걸어갔다.

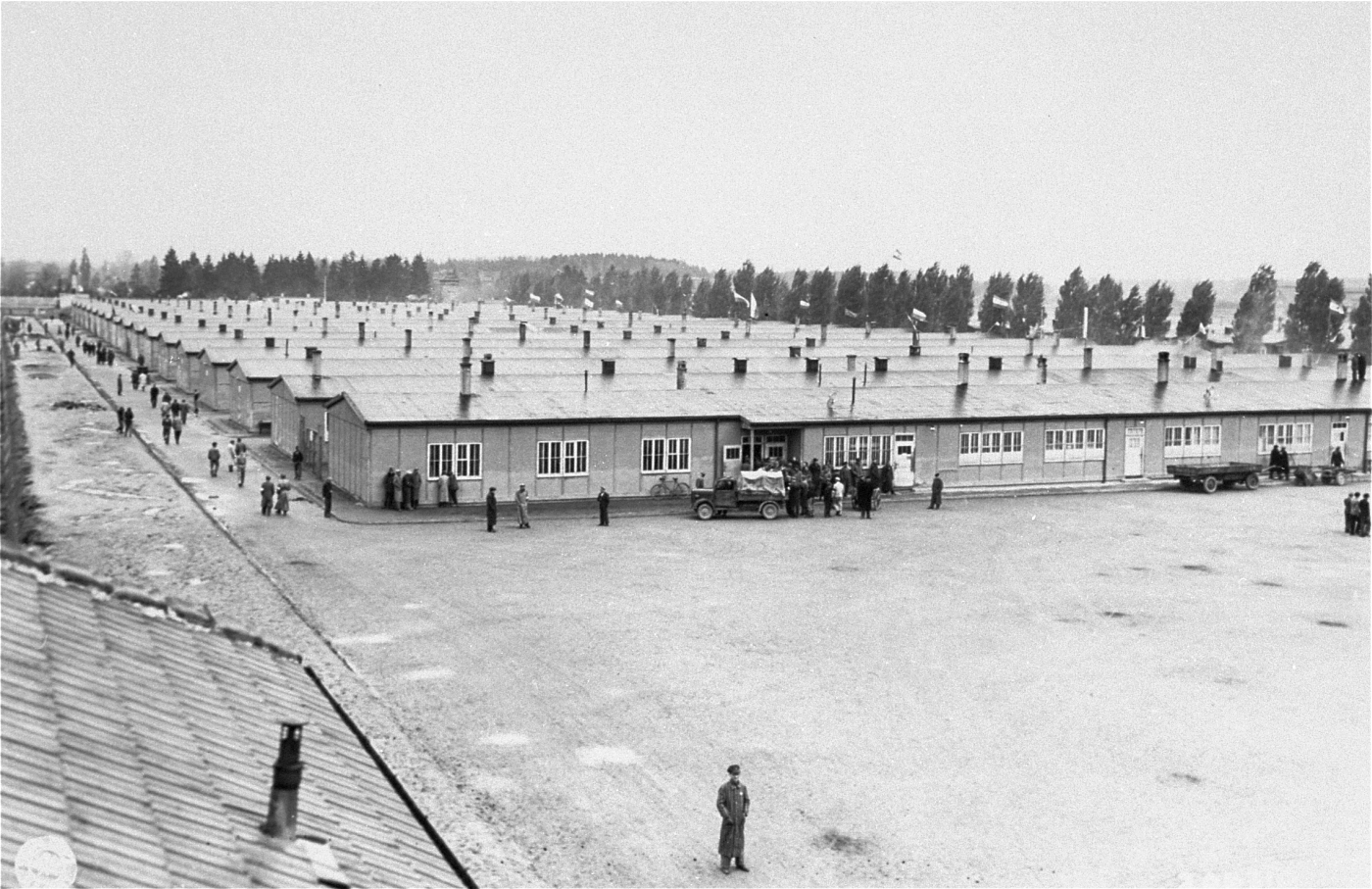
1945년 죄수 막사

수용소는 2개 구역으로 나뉘어 있었다. 수용소 구역과 화장터였다. 수용소 구역은 32개의 막사로 구성되어 있었는데, 반나치체제적인 개신교 목사들과 의학 실험 대상자들이 포함되어 있었다. 옥사와 조리장 사이 안뜰은 죄수에 대한 즉결 처형장으로 사용되었다. 수용소는 전기 철조망 출입구, 배수로와 7개의 감시탑이 포함된 담벼락으로 둘러싸여 있었다.
1937년 초, 죄수 노동력을 착취하던 친위대(SS)는 원래 수용소의 대지에 대형 복합 건물을 세우기 시작했다. 수용자들이 가혹한 환경에서 오래된 탄약 공장 철거 작업이 시작되면서 이 노역에 동원되었다. 건설 공사는 1938년 8월 중순에 공식적으로 완료되었고, 수용소는 1945년까지 큰 변화없이 유지되었으며, 이리하여 다하우는 제3제국 수용소 중에서 가장 오래 운영된 수용소였다. 다하우 지역은 수용소 근처에 많은 SS 기관들이 있었다. 경제 및 공공 봉사 지도자 학교, SS의료학교 같은 것들이다. 그 당시 강제 수용소는 "보호 구금 수용소"(protective cusody camp)라 불렸으며, 전체 복합 시설 중에 절반 이하 정도 면적을 차지하고 있었다.
다하우 강제 수용소는 기독교 계통의 종교 성직자들이 반나치 혐의를 받아 많이 수감되기도 했다. 로마 가톨릭 교회 기록에 따르면, 적어도 3,000여명의 수도사, 부제, 목사, 주교 등이 수감되었다.
1944년 8월 여성 수용소가 다하우 내에 설치되었고, 첫 번째 여성 수감자들은 아우슈비츠-비르케나우에서 이송되었다. 다하우 강제 수용소에 여성 경비대원은 고작 19명에 불과했으며, 그들 중 대부분은 해방때까지 수용소에서 근무했다. 이들 19명 중에서 16명의 이름이 밝혀졌다.; 패니 바우어(Fanny Baur), 레오폴딘 비터만(Leopoldine Bittermann), 에르네스틴 브렌너(Ernestine Brenner), 안나 부크(Anna Buck), 로자 돌라쉴코(Rosa Dolaschko), 마리아 에더(Maria Eder), 로자 그라스만(Rosa Grassmann), 베티 한네샬레거(Betty Hanneschaleger), 루트 엘프리데 힐트너(Ruth Elfriede Hildner), 요세파 켈러(Josefa Keller), 베르타 킴플링거(Berta Kimplinger) 리젤로테 클라우다트(Lieselotte Klaudat), 테레지아 코프(Theresia Kopp), 로잘리에 라임뵈크(Rosalie Leimboeck), 그리고 테아 미슬(Thea Miesl)이다. 여성 경비원들은 아욱스부르크 미켈베르케, 부르가우, 카우페리히, 무흘도르프, 뮌헨 아그파 카메라 노동 수용소에서도 근무했다. 1945년 4월 중순, 카우페링히(Kaufering), 아우크스부르크 및 뮌헨 등지의 많은 여성 보조 수용소들이 폐쇄되었고, SS 여성대원들은 다하우에서 근무했다. 여성 SS 경비병들은 전후 고발에서 자신들을 구하기 위해 해방 전에 수용자들에게 총을 건네주었다는 보고가 있었다.
종전이 임박한 1945년 4월, 다하우 강제 수용소의 여건은 점점 악화되었다. 연합군이 독일로 진격해오면서 독일인들은 전선 근처의 강제 수용소에서 수감자들을 더 후방의 수용소로 이동시키기 시작했다. 독일은 엄청난 수의 수감자들이 해방되는 사태를 막고자 했다. 소각된 수용소에서 다하우로 수감자들이 계속 도착했다. 이송 며칠 후에 음식이나 물이 거의 없거나 부족했으며, 수용자들은 약해지고 피폐해져 거의 죽기 직전까지 몰렸다. 수용소의 과밀 현상, 열악한 공중 위생 환경, 불충분한 식량, 약해진 수감자들의 상태 때문에 발진티푸스가 심각한 문제를 야기했다. 전방으로부터 계속 이송된 새로운 수감자들 때문에 수용소는 점차 과밀해졌으며, 위생 조건은 인간 이하로 떨어져갔다. 1944년말부터 시작되어 해방되던 날까지 15,000여 명이 죽었으며, 그 중 약 절반은 다하우 강제 수용소(KZ Dachau)에서였다. 500명의 소련군 포로는 총살대에 의해 처형되었다.
1945년 4월 27일, 적십자 국제위원회의 특사 빅토르 마우어는 수용소에 들어가 음식을 분배할 수 있도록 허락받았다. 그날 저녁 수용자들이 부헨발트에서 도착했다. 원래 4,480명에서 4800명 가량의 수감자들이 수감중이었던 곳에서 800명의 생존자들이 이송되었다. 2,300구 이상의 시체가 열차 주변 등에 버려졌다.
4월 28일, 항복 전날, 수용소장 마틴 바이스 SS중령은 수용소 경비병 및 관리자 대부분과 함께 다하우 수용소를 떠났다. 그날, 적십자 특사 빅토르 마우어는 수용소장 바이스의 부관 요하네스 오토 SS중위를 수용소를 포기하지 않고 미국 군대가 도착할 때까지 수감자들을 지키고 있도록 설득하고자 애썼다. 마우어는 죄수들이 대량 탈주하여 발진티푸스를 퍼뜨릴 것을 우려하고 있었던 것이다. 그러나 오토 SS중위는 잔류를 거부하고 달아났다.

### 역대 수용소장
- 힐마르 베케레 SS대령 : 1933년 3월 22일 ~ 1933년 6월 26일
- 테오도어 아이케 SS중장 : 1933년 6월 26일 ~ 1934년 4월 7일
- 알렉산데르 라이너 SS준장 : 1934년 4월 7일 ~ 1934년 10월 22일

## 해방

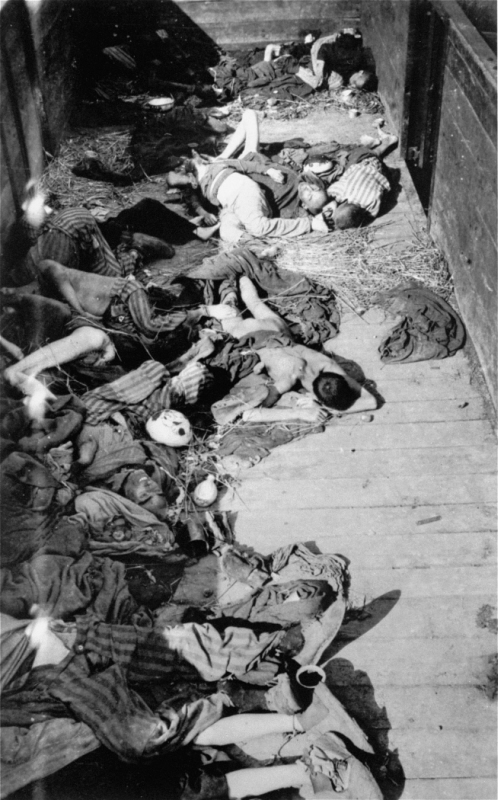
다하우 강제 수용소의 죽음의 열차에 방치된 시체들

1945년 4월 29일, 다하우 강제 수용소의 감시탑은 여전했지만, 백기를 달고 있었다. 적십자 대표 마우어는 하인리히 비커(Heinrich Wicker) SS본부원사(SS-Sturmscharführer)를 SS토텐코프페어벤데(독일어: SS-Totenkopfverbände)의 장교라 추측하여 그에게 정식으로 항복하기 전에 먼저 수용소의 정문으로 함께 가자고 설득했다. 그 날 오후 늦게 하인리히 비커 SS본부원사(SS-Sturmscharführer)는 미국군에 항복하고, 다하우 강제 수용소를 넘겼다. 미국의 헤닝 린덴 준장은 "다하우 강제 수용소의 항복에 관한 보고서"라는 공식 보고서에서 그 상황을 다음과 같이 생생히 묘사했다.
우리가 수용소 서쪽을 따라 남서쪽 구석으로 접근했을때, 3명이 진실의 깃발 아래 도로를 따라 우리에게 다가왔다. 우리는 수용소 남서쪽 입구의 북쪽 69 미터(75야드) 정도 떨어진 곳에서 그들과 만났다. 그들은 스위스 적십자 대표였다. 수용소 소장과 참모라는 2명의 SS대원이 진격하고 있는 미군에 정식으로 수용소를 넘겨줄 목적으로 28일 밤에 수용소로 왔다고 주장했다. 스위스 적십자 대표들은 통역을 맡았으며 수용소 내에 약 100명의 SS 경비대원들이 있으며, 무기류는 감시탑에 보관해두었다고 했다. 그는 더 이상 총살형(shots fired)이 없도록 하라는 훈령을 받았고, 경비병들을 임무 해제하기 위해 약 50명을 이끌고 있다고 얘기하면서 수용소에는 42,000여명의 반쯤 정신나간 죄수들이 있고, 많은 사람들이 티푸스에 감염되었다고 얘기했다. 그는 내가 미육군의 장교인지를 물었고, 나는 "그렇소, 저는 42사단 사단 참모입니다. 미국 육군 무지개 사단(Rainbow Division)의 이름으로 이 수용소의 항복을 받겠습니다"라고 대답했다.

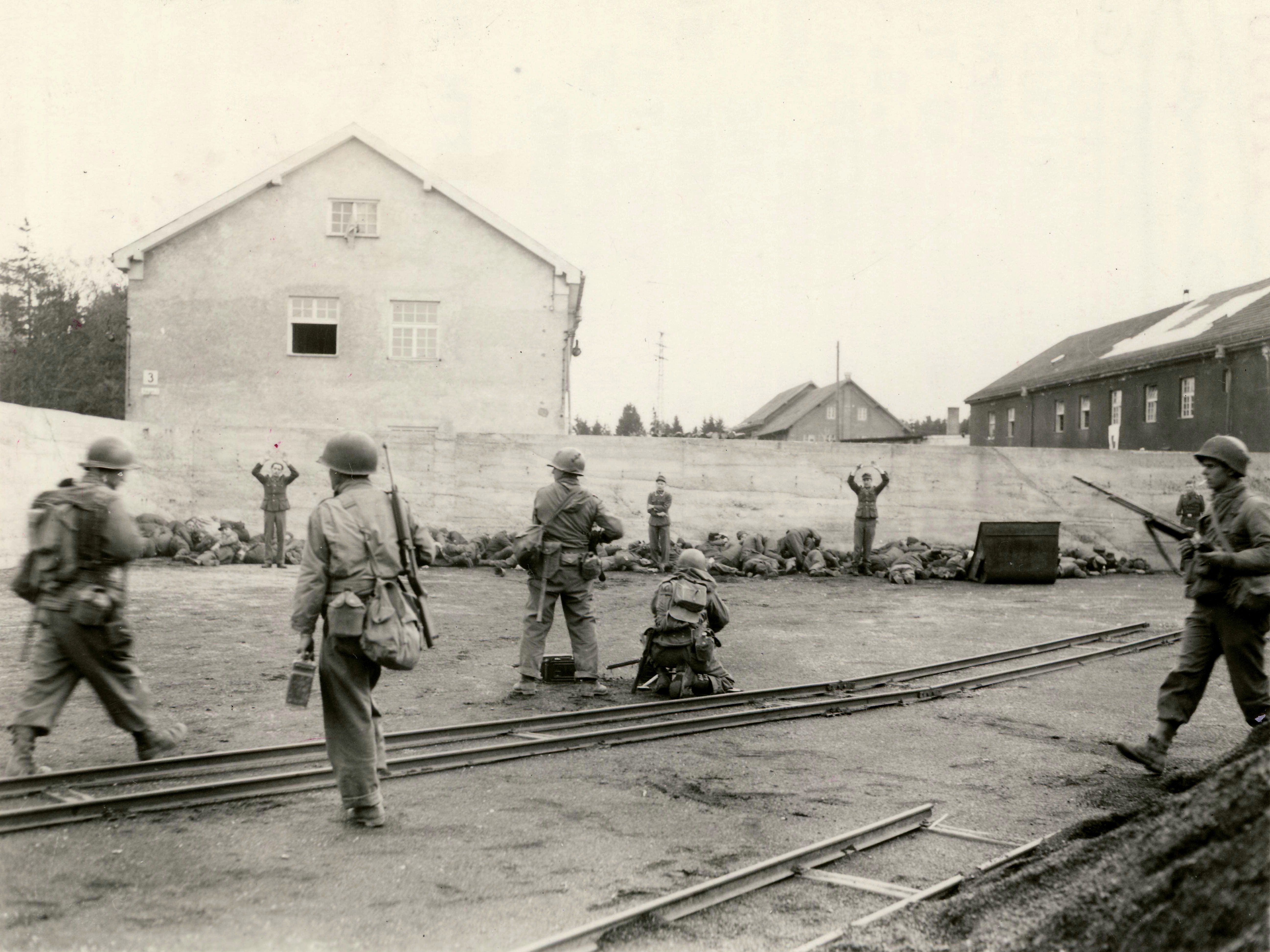
미군에 의해 처형되는 SS대원들

드와이트 D. 아이젠하워 장군은 다하우 강제 수용소 점령과 관련하여 "우리 군은 악명높은 다하우 강제 수용소를 해방시켰다. 약 32,000여명의 수감자들이 해방되었으며, 300명 가량의 SS 수용소 경비병들이 무장해제되었다"라고 언론에 발표했다.

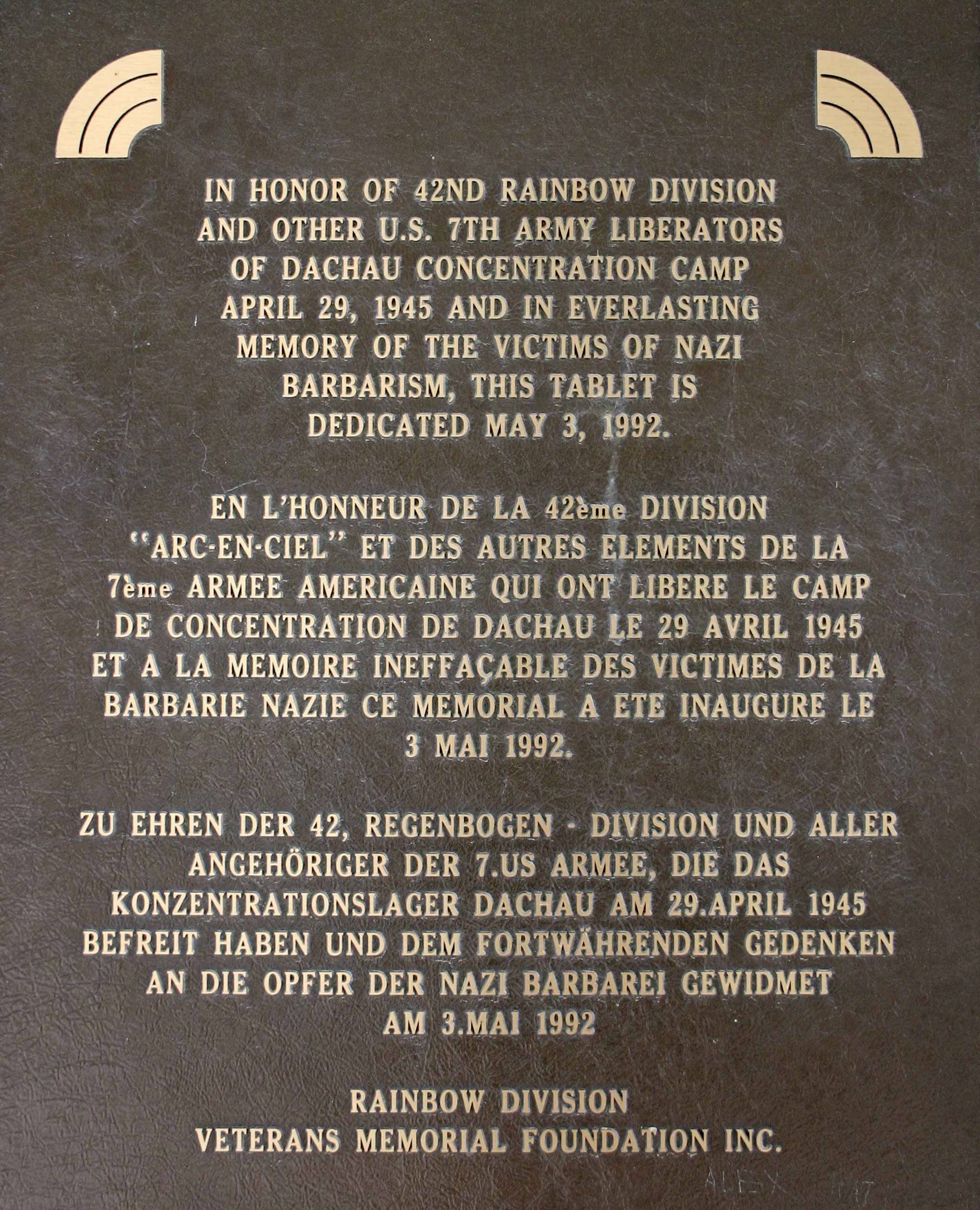
미국 42사단에 헌액된 감사패

 수용소의 기념패는 1945년 4월 29일에 미국 7 군 예하 42 보병사단에 의해 다하우가 해방된 것을 감사하고 있다. 중심 수용소에 최초로 진격한 부대는 42보병사단이 아니라 펠릭스 L. 스팍스가 지휘한 45 보병사단 157 보병연대라는 주장도 있다. 다하우 강제 수용소를 실제로 해방한 부대가 42사단이냐, 45사단이냐 하는 문제는 아직 합의가 이루어지지 않았다. 45사단과 42사단 모두 서로 다른 진격로를 따라 기동 중이었고, 두 부대 중 어느 부대라도 48시간 이내에 해방자로 도착할 수 있었기 때문이다. 조지 S. 패튼 장군은 해방된 후에 다하우가 아니라 부헨발트를 방문했다.
미군은 20개의 죄수 막사에 1,600명씩 나뉘어 수용된 32,000여명을 발견했는데, 본래 그 막사는 1개 막사당 250명을 수용하도록 설계되어 있었다. 미군들은 약 40량의 열차를 찾아냈는데, 각 열차마다 100구 이상의 시체가 가득했다.
미군 병사들은 수용소의 참상에 분개하여 그들 중 몇 명이 소위 다하우 학살이라 불리는 사건을 일으켰다. 항복한 수용소 경비병들 중 일부를 쏘아 죽인 것이다. 몇명이나 죽었는지 여부는 논쟁 거리인데 전투 중에 죽었다는 설, 항복하려는 경비병들을 죽였다는 설, 경비병들의 항복이 받아들여진 후에 죽었다는 설 등이 대립하고 있다. 수용소를 점령한 부대의 지휘관 펠릭스 L. 스팍스(Felix L. Sparks)는 "다하우에서 죽은 독일군 경비병들의 총 숫자는 50명을 넘지 못할 것이며, 아마 30명이 정확한 숫자일 것이다. 사건이 발생한 날의 (57 보병연대의) 연대 일지는 1,000명이 넘는 독일인 죄수들이 연대 집결지로 이송되고 있다고 적고 있다. 내 부대가 연대의 공격을 이끌기 시작한 이래, 다하우에서 체포된 수백명을 포함하여 거의 모든 죄수들이 우리 부대에 붙잡혔다"고 진술했다. (미국 육군의) "다하우 독일 경비병들에 대한 학대 조사단"은 약 15명의 독일인이 항복한 이후 살해되었음을 발견했으며, 부상자도 4~5명 있었다는 것도 발견했다. 사건 발생 후 수년이 지나 2개의 보고서를 대조한 결과 항복이 받아들여진 이후 독일 경비병들 중 122명 ~ 520명 사이의 숫자가 죽었다는 것이 알려졌다

## 유명한 수감자들

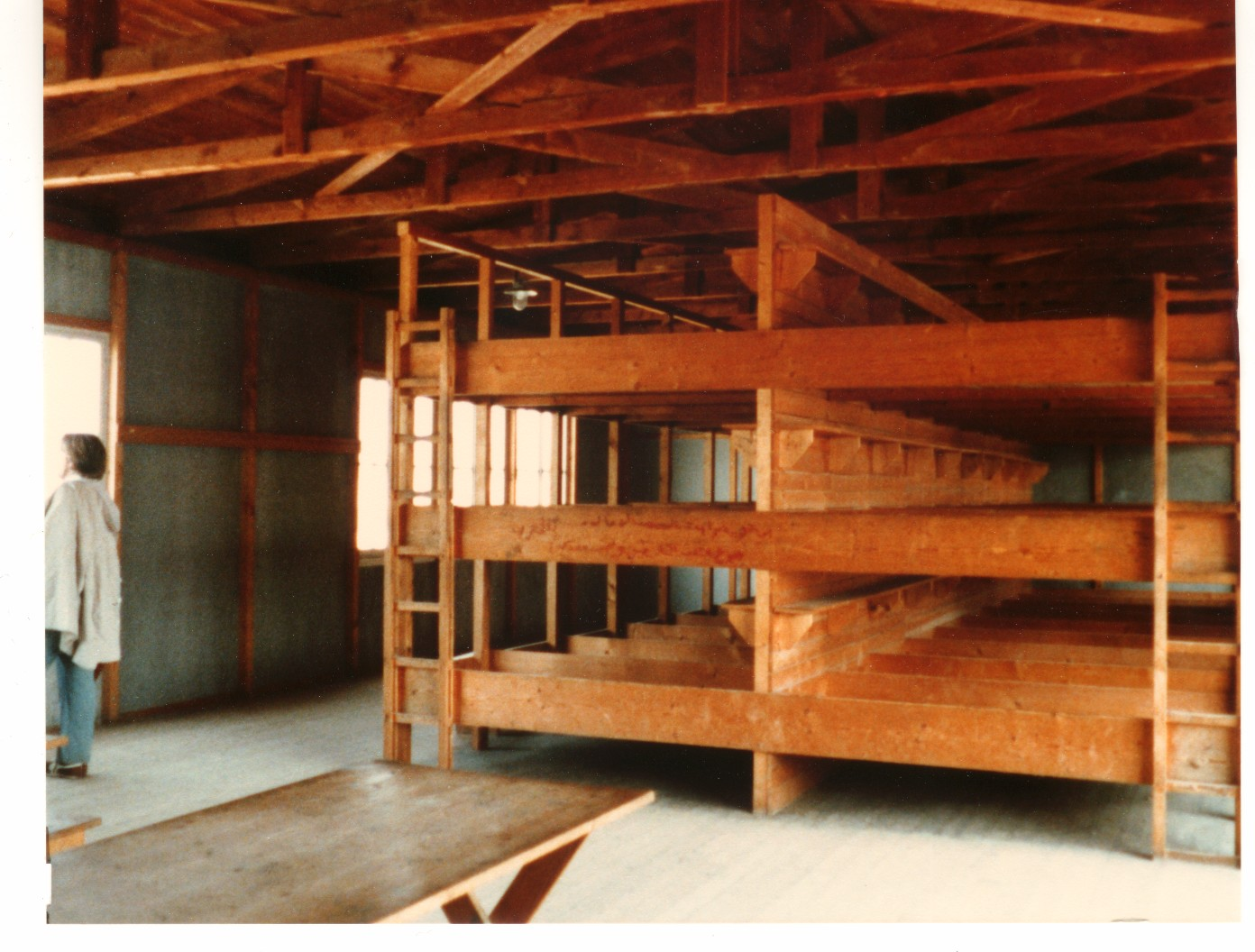
각 막사마다 수백명의 수감자들이 3층 침대에 빽빽하게 쌓여서 지냈다.

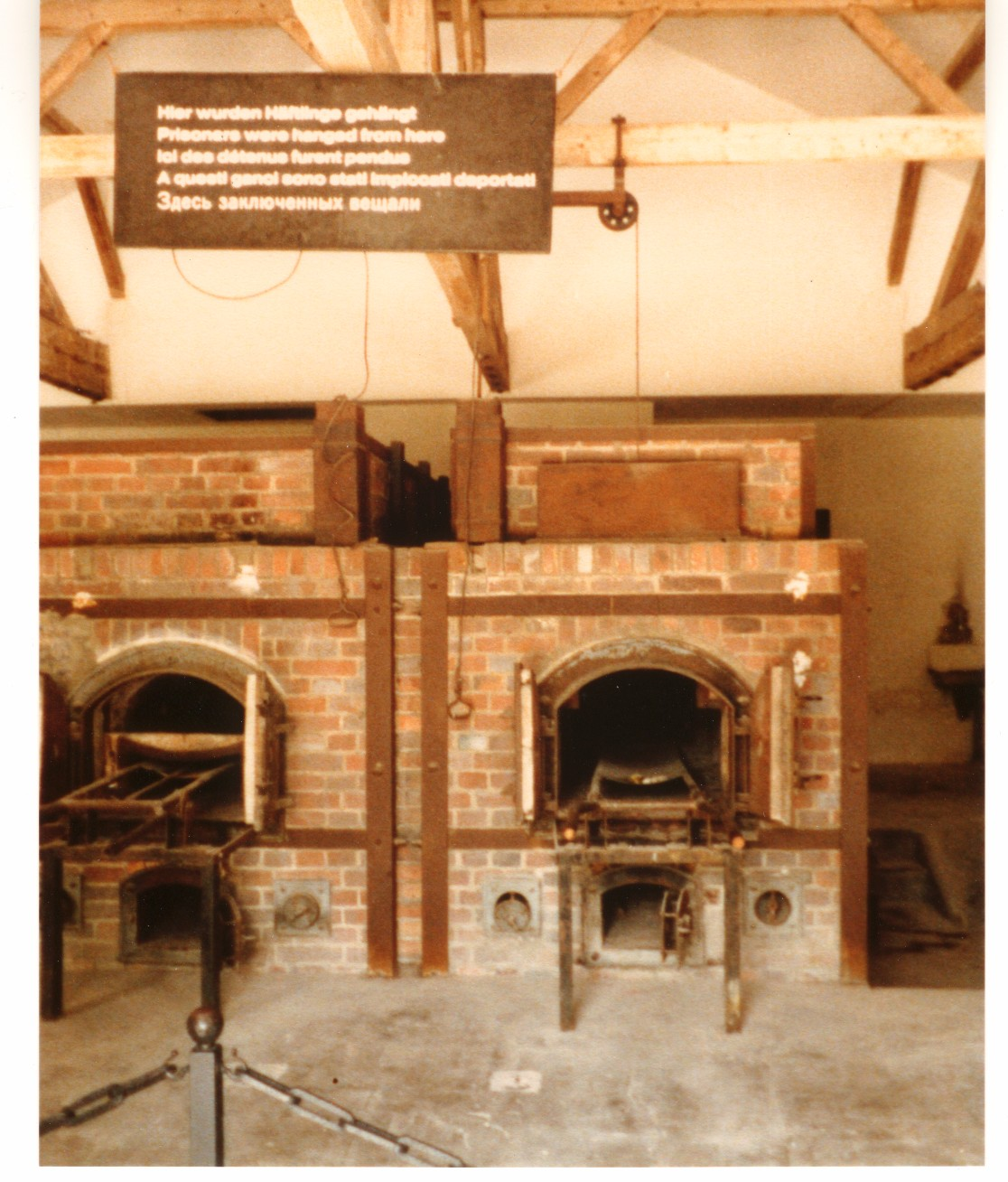
이 표지판은 죄수들이 서까래에서 교수형을 당했다는 것을 얘기하고 있다. 시체 소각실은 시체들을 화장했다.

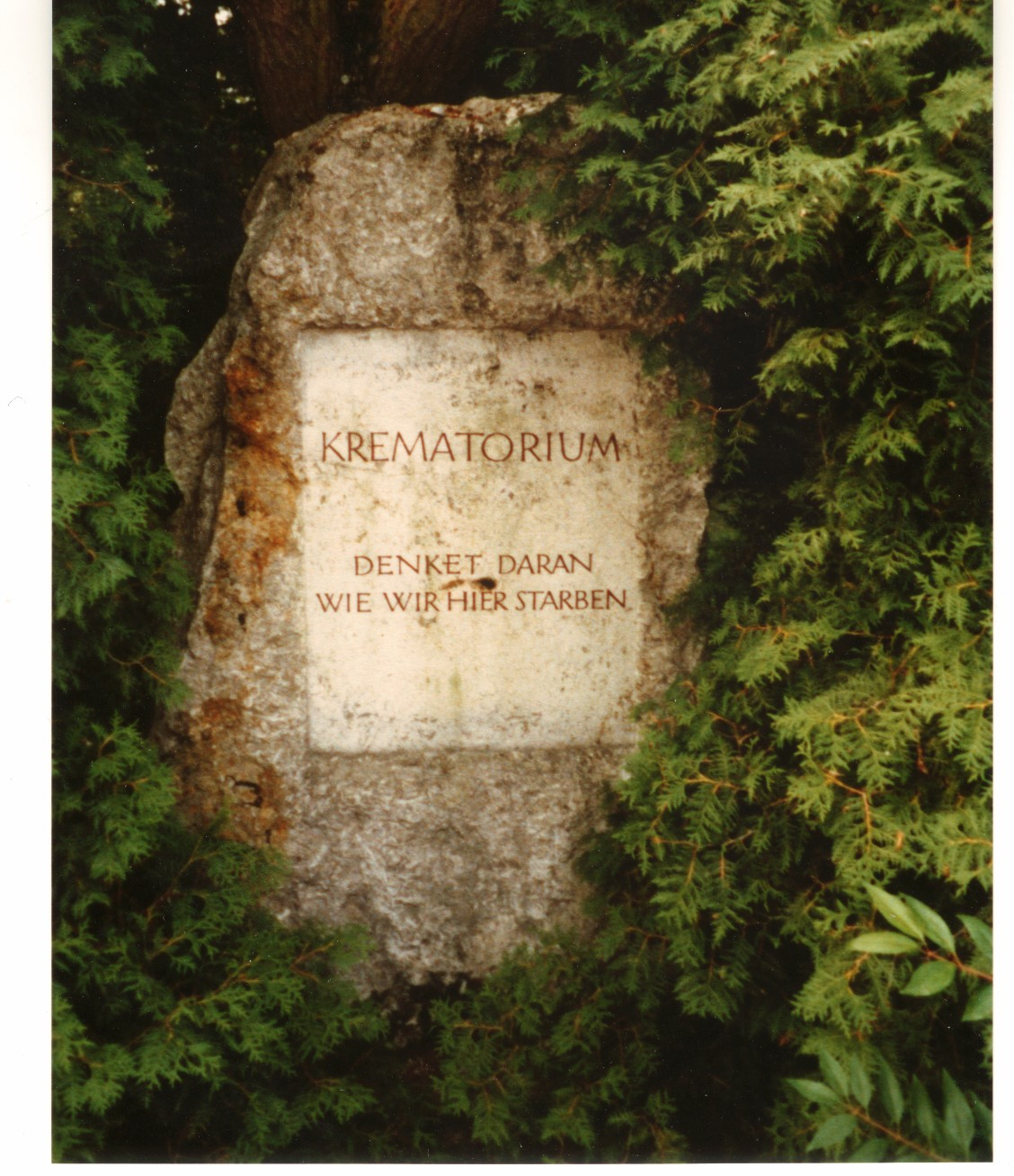
소각장 건물 밖에 현대에 세워진 표지판. 독일어로 "우리가 어떻게 죽었는지 생각해보라"라고 쓰여져 있다.

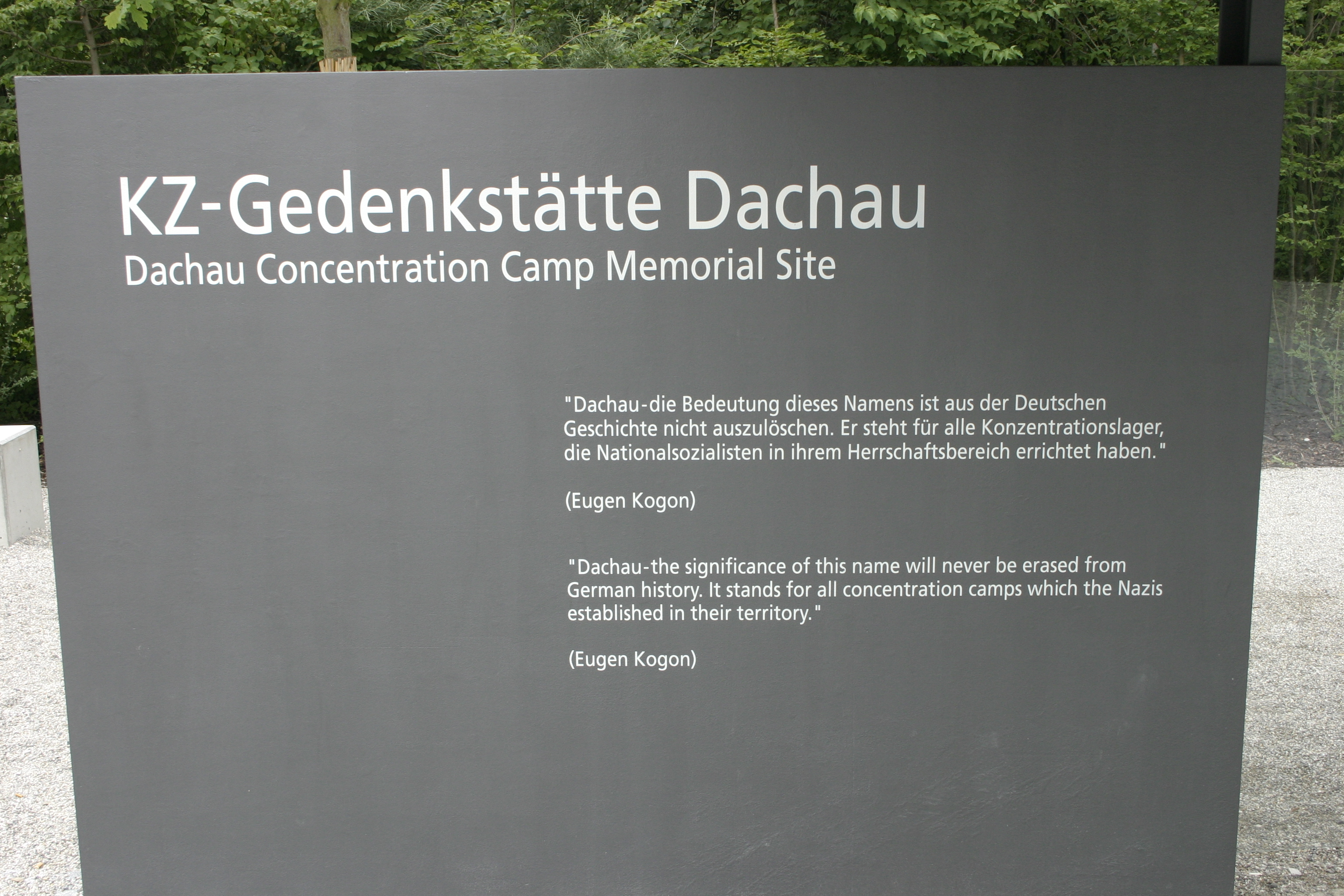
입구로 이끄는 자갈길 표지판

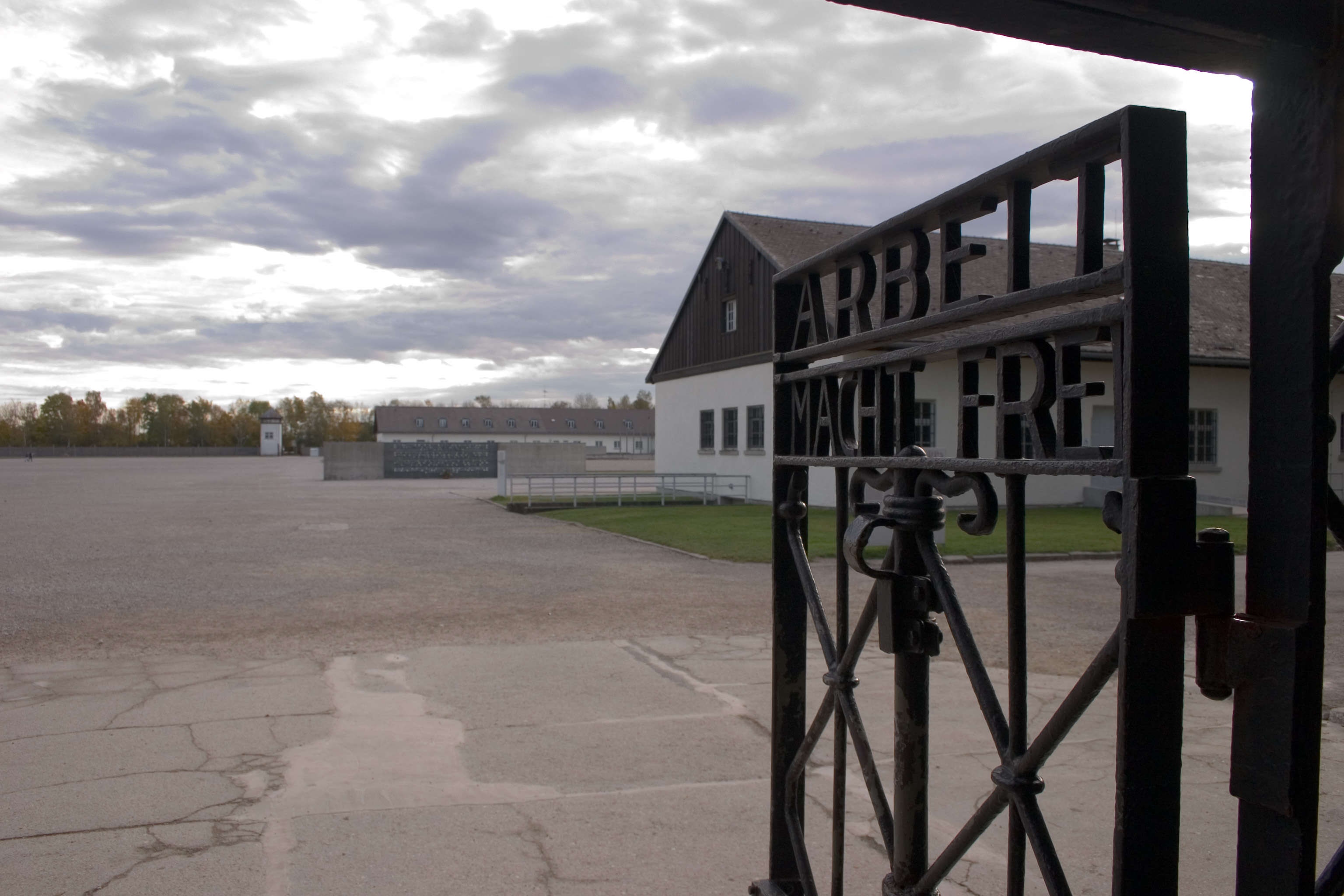
수용소 연병장

### 유대인
- 브루노 베텔하임(Bruno Bettelheim), 1938년에 수감되었다가 1939년에 석방되었으며, 이후 독일을 떠났다.
- 다비트 루트비히 블로흐(David Ludwig Bloch), 화가로서 수정의 밤 사건 관련 혐의로 1938년 11월에 체포되었다.
- 야콥 에흐리히(Jakob Ehrlich), 빈 시의회 의원으로서 1938년 5월 17일에 다하우에서 사망했다.
- 빅토르 프랑클(Viktor Frankl), 오스트리아 빈 출신 신경정신 의사
- 한스 리텐(Hans Litten), 반나치 법률가로 외견상(apparent) 자살로 1938년에 사망
- 아론 밀러, 유대교 랍비
- 벤지온 밀러(Benzion Miller), 이스라엘 은행 은행장을 지낸 모세 산바르의 아들로 수용소에서 태어났다.
- 블라덱 슈피겔만(Vladek Spiegelman), 아트 스피겔먼의 만화 《쥐》에 묘사된 생존자

### 저항 투사들
- 아르투어 하울로트(Arthur Haulot)
- 프랑크 카로(Franc Karo), 파르티잔
- 게오르그 엘저(Georg Elser), 1939년에 히틀러 암살을 시도했던 사람으로 1945년 4월 9일에 살해되었다.
- 조르주 샤르파크(Georges Charpak), 1992년 노벨 물리학상 수상자
- 쿠르트 네흘링(Kurt Nehrling), 1943년에 살해되었다.
- 프리츠 게를리히(Fritz Gerlich), 반나치 저널리스트로, 신문 '올바른 길'을 발행하여 히틀러의 인종주의를 비판, 1934년에 다하우 수용소에서 사망한다.
- 루프레히트 폰 바이에른 왕세자의 가족들, 연좌제로 갇혔었다.

### 기타
- 프란츠 할더, 전 육군 참모총장
- 프리츠 티센, 사업가이며 초기 히틀러 후원자였으나 나중에 반대파가 된 인물
- 샤를르 델리슈트랭(Charles Delestraint), 프랑스 장군으로 프랑스 저항운동의 지도자. 1945년 게슈타포가 처형했다.
- 엘리 고츠, 리투아니아 출생 엔지니어이자 공무원. 현재 캐나다에서 다르푸르같은 곳에서 벌어지는 현대 인종 청소를 각성하는 대중 연설을 하며 살고 있다.

## 같이 보기
- 나치 강제 수용소 목록

## 참고 문헌
- Buechner, Howard A., Dachau?The Hour of the Avenger, Thunderbird Press, ⓒ1986, paperback, 159 pages, ISBN 0-913159-04-2, first published in 1986. LC Control Number: 87181873.
- Kozal, Czesli W. Memoir of Fr. Czesli W. (Chester) Kozal, O.M.I. / translated from the Polish original by Paul Ischler. Private printing, Missionary Oblates of Mary Immaculate, 2004, 175 pp. LC Control Number: 2004400050
- Marcuse, Harold, Legacies of Dachau: The Uses and Abuses of a Concentration Camp, 1933-2001, 600 pages, Cambridge University Press, 2001. 추가 정보 보기
- The Fighting Forty-Fifth: the Combat Report of an Infantry Division, compiled and edited by Lt. Col. Leo V. Bishop, Maj. Frank J. Glasgow, and Maj. George A. Fisher. Copyright 1946 by the 45th Infantry Division, printed by Army & Navy Publishing Co., Baton Rouge, LA. LC Control Number: 49051541.